# Salo Flohr
Pour les articles homonymes, voir Flohr.
Salomon Mikhailovich Flohr (21 novembre 1908 - 18 juillet 1983)  est un joueur d'échecs tchèque, puis soviétique. Au début du XXe siècle, il fait partie de l'élite mondiale et se démarque lors de plusieurs tournois de très fort calibre. Dans les années 1930, il devient un héros national en Tchécoslovaquie et son nom sert dans la publicité de plusieurs produits, notamment des cigarettes de luxe, des caleçons et une eau de Cologne.

## Biographie et carrière
Flohr naît à Horodenka, alors en Autriche-Hongrie et maintenant en Ukraine. Juifs, lui et son frère deviennent orphelins pendant la Première Guerre mondiale à la suite d'un pogrom. Ils sont forcés d'émigrer dans la nouvelle Tchécoslovaquie.
Flohr s'établit à Prague et acquiert la réputation d'être un bon joueur d'échecs en jouant des parties à enjeu dans différents cafés de la ville. En 1924, il rencontre Richard Réti et Rudolf Spielmann lors de parties qu'ils donnent en simultané.
Il gagne les tournois Kautsky Memorial de 1928 et de 1929, tenus à Prague, et fait ses débuts au niveau international lors du tournoi Rogaška Slatina en Slovénie. Il termine deuxième, derrière Akiba Rubinstein. Flohr devient journaliste d'échecs à cette époque. Il est l'un des premiers à couvrir le tournoi de Berlin tenu en 1928, où il joue aussi contre de l'argent.
Comme joueur, la carrière de Flohr culmine dans les années 1930, lorsqu'il devient l'un des meilleurs mondiaux et un challenger pour le titre mondial. En 1935, il aurait atteint un classement Elo estimé de 2 680. Il est champion de la Tchécoslovaquie en 1933 et en 1936. À cette époque, il joue dans différents tournois européens, finissant régulièrement parmi les trois premiers. En 1932, il partage la première place avec Milan Vidmar à Sliač; à Moscou en 1935, il la partage avec Mikhaïl Botvinnik; à Poděbrady en 1936, il obtient le très bon résultat +10-1=6; et à Kemeri en 1937, il partage la première place avec Vladimirs Petrovs et Samuel Reshevsky.
Il a aussi joué en Angleterre, où il s'est nettement démarqué lors des tournois de Hastings au début des années 1930. Il est seul vainqueur trois ans de suite (en 1931-1932, 1932-1933 et 1933-1934) et termine premier ex æquo avec Max Euwe et George Alan Thomas en 1934-1935. Il a aussi gagné le tournoi Margate de 1936, devant Capablanca.

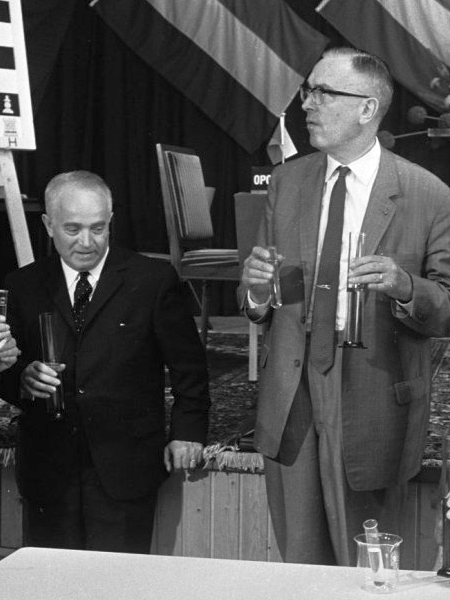
Flohr et Euwe en 1969

Aux Olympiades d'échecs, il s'est démarqué, obtenant l'impressionnant 14½/17 au premier échiquier lors de sa première participation à l'Olympiade d'échecs de 1930 à Hambourg. En cinq olympiades, il a gagné à titre individuel deux médailles d'or, une d'argent et une de bronze, tout en menant son équipe à une deuxième place en 1933 et à une troisième place en 1931.
De plus, Flohr a obtenu de bons succès en match et a organisé deux matchs contre ses principaux rivaux pour le titre de champion du monde. Il annule contre Max Euwe en 1932 (+3-3=10) (prochain champion, de 1935 à 1937) et annule aussi contre Mikhaïl Botvinnik in 1933 (+2-2=8). Flohr bat Gösta Stoltz par 5½-2½ en 1931 et, un an plus tard, bat de justesse Mir Sultan Khan, le champion britannique de 1932 et de 1933 par 3½-2½.
En 1937, la FIDE le désigne comme challenger officiel du champion du monde, Alexandre Alekhine. Cependant, la Seconde Guerre mondiale menace, et Flohr ne peut amasser l'argent nécessaire pour l'affronter. Après l'invasion nazie de son pays en 1938, il est en danger, car Juif. Il s'enfuit avec sa famille d'abord en Suède, puis, avec l'aide de Botvinnik, il se rend à Moscou. De façon prévisible, son jeu en subit le contrecoup, et il termine dernier au tournoi AVRO de novembre 1938.
Flohr est naturalisé soviétique en 1942 et poursuit une carrière de journaliste dans ce pays, rédigeant plusieurs articles pour nombre de magazines et de journaux soviétiques, notamment pour le magazine Ogoniok en 1951-1983. Pour sa contribution au développement des échecs soviétiques il sera décoré de l'ordre de l'Insigne d'honneur.
Après la guerre, il est toujours l'un des challengers pour la couronne mondiale, et termine 6e eu tournoi interzonal de 1948 tenu à Saltsjöbaden (Stockholm). Il est donc qualifié pour le tournoi des candidats de 1950 à Budapest. Cependant, il termine dernier ex æquo avec 7 points en 18 parties.
Par la suite, il délaisse la compétition, préférant se concentrer sur le journalisme et devient un organisateur de compétitions. En 1963, il est nommé arbitre international par la FIDE.
Il meurt à Moscou en juillet 1983. Il est enterré au cimetière Vagankovo.

## Performances
Flohr est l'un des meilleurs joueurs tchécoslovaques de tous les temps, et était littéralement invincible pendant les Olympiades d'échecs des années 1930. Ses fiches de tournois étaient remarquables, car il possédait des habiletés tactiques supérieures et avait une excellente maîtrise des fins de partie, ce qui lui a permis d'obtenir plusieurs victoires fameuses. 
« Il s'intéressait principalement aux finesses positionnelles et aux détails microscopiques. Le calcul précis des longues suites de coups a joué un grand rôle dans [son] style ; les complications insondables étaient évitées autant que possible. La conséquence de ces méthodes est que de nombreuses parties de Flohr avaient une certaine aridité. Contre des adversaires de force comparable, il a fait souvent partie nulle et a été surnommé à juste titre "le roi de la nulle". Contre une opposition légèrement plus faible, cependant, Flohr était implacable ».
Il perdait peu de fois. Au tournoi de Kemeri de 1937, il finit premier ex æquo avec 7 victoires et 10 parties nulles lesquelles étaient contre les 10 joueurs suivants au classement.
Il a fait maintes contributions à la théorie des ouvertures : la variante Flohr existe dans six ouvertures importantes, dont la défense Caro-Kann et la défense Grünfeld.
Malheureusement, la Seconde Guerre mondiale a détruit pratiquement toutes ses chances de devenir champion du monde, et le stress de devenir réfugié pour une seconde fois de sa vie a probablement modifié de façon irréversible sa capacité à gagner, préférant souvent annuler par précaution.

### Une partie
Flohr - Landau, Anvers, 1930, 1-0

## Sur Flohr
- (en) Gregory S. Donges, Salo Flohr's Best Games of Chess, 1985, Thinker's Press, Davenport (Iowa).  (ISBN 0-938650-34-3)
- (ru) V. D. Baturinskij (Hg.), Grossmejster Flor. Fiskultura i sport, 1985, Moscou.
- (de) Helmut Wieteck, Salo Flohr und das Schachleben in der Tschechoslowakei, 2005, Neu-Jung-Verlag, Hambourg.  (ISBN 3-933648-26-2)